# Уинсор (Новая Шотландия)

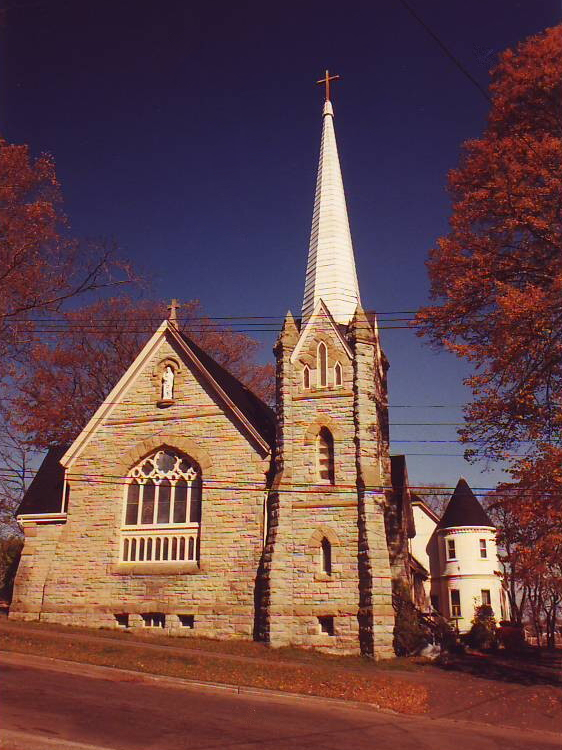
Церковь Сент-Джон в Уинсоре

Уи́нсор (англ. Windsor) — небольшой город в центре канадской провинции Новая Шотландия (в графстве Хантс) на слиянии рек Эйвон и Сент-Крой. Это самый большой населённый пункт на западе округа Гемпшир — 3 778 человек (перепись 2001 года).
Виндзор находится в 66 километрах к северо-западу от города Галифакс и приблизительно в 20 километрах от восточного конца Аннаполисской долины. Виндзор является железнодорожным узлом Атлантической железной дороги (Dominion Atlantic Railway) и находится на стыке железной дороги на Труро и железной дороги между Галифаксом и Ярмутом.
Сегодня Виндзор является центром обслуживания сельскохозяйственных сообществ Западного Гемпшира. Основным промышленным предприятием здесь является горнодобывающая компания Fundy Gypsum, занимающаяся разработкой гипсовых месторождений к востоку от города. В трёх километрах выше по течению реки Эйвон в долине находится единственный в юго-западной Новой Шотландии горнолыжный курорт.